# 杉野健斗
杉野 健斗（すぎの けんと、1992年2月25日 - ）は、岐阜県出身の元サッカー選手。

## 来歴
東海学園高等学校時代にはU-17日本代表に選出される。東海学園大学では2011年度デンソーチャレンジカップで東海・北信越学生選抜に選出され、2014年の東海学生リーグでベストイレブンに選出された。
2014年、福島ユナイテッドFCに加入。
2017年11月、現役引退が発表された。

## 所属クラブ
- 南帷子スポーツ少年団（可児市立南帷子小学校）
- 可児SS
- スポーツクラブ岐阜VAMOS（可児市立西可児中学校）
- 東海学園高等学校
- 東海学園大学
- 2014年 - 2017年  福島ユナイテッドFC

## 個人成績
| 国内大会個人成績 | 国内大会個人成績 | 国内大会個人成績 | 国内大会個人成績 | 国内大会個人成績 | 国内大会個人成績 | 国内大会個人成績 | 国内大会個人成績 | 国内大会個人成績 | 国内大会個人成績 | 国内大会個人成績 | 国内大会個人成績 |
| 年度             | クラブ           | 背番号           | リーグ           | リーグ戦         | リーグ戦         | リーグ杯         | リーグ杯         | オープン杯       | オープン杯       | 期間通算         | 期間通算         |
| 年度             | クラブ           | 背番号           | リーグ           | 出場             | 得点             | 出場             | 得点             | 出場             | 得点             | 出場             | 得点             |
| 日本             | 日本             | 日本             | 日本             | リーグ戦         | リーグ戦         | リーグ杯         | リーグ杯         | 天皇杯           | 天皇杯           | 期間通算         | 期間通算         |
| ---------------- | ---------------- | ---------------- | ---------------- | ---------------- | ---------------- | ---------------- | ---------------- | ---------------- | ---------------- | ---------------- | ---------------- |
| 2014             | 福島             | 25               | J3               | 25               | 1                | -                | -                | 0                | 0                | 25               | 1                |
| 2015             | 福島             | 25               | J3               | 11               | 0                | -                | -                | 0                | 0                | 11               | 0                |
| 2016             | 福島             | 25               | J3               | 6                | 0                | -                | -                | 1                | 0                | 7                | 0                |
| 2017             | 福島             | 25               | J3               | 11               | 0                | -                | -                | -                | -                | 11               | 0                |
| 通算             | 日本             | 日本             | J3               | 53               | 1                | -                | -                | 1                | 0                | 54               | 1                |
| 総通算           | 総通算           | 総通算           | 総通算           | 53               | 1                | -                | -                | 1                | 0                | 54               | 1                |

- Jリーグ初出場 - 2014年3月23日 J3第3節 ブラウブリッツ秋田戦（秋田市八橋運動公園球技場）
- Jリーグ初得点 - 2014年5月25日 J3第13節 グルージャ盛岡戦（盛岡南公園球技場）

## 代表歴
- U-16日本代表（2008年）
- U-17日本代表（2009年）
  - 第13回国際ユースサッカーin新潟
- 東海・北信越学生選抜
  - 2011年度デンソーチャレンジカップ

## タイトル
- 東海学生サッカーリーグ戦1部 ベストイレブン（2013年）